# Leif Denneberg
Leif Torsten Denneberg, född 10 juli 1958 i Malmö, är en svensk veterinär och ämbetsman. 
Efter examen från Sveriges Lantbruksuniversitet praktiserade han som veterinär från 1984 till 1992. Under perioden 2002-2012 var han Sveriges officiella chefsveterinär inom EU (Chief Veterinary Officer, CVO). I den rollen var han även Sveriges ombud i Världsorganisationen för djurhälsa (OIE) och Internationella vaccinbanken (IVB). Han var överdirektör vid och utnämndes till generaldirektör för Statens jordbruksverk 2012-2018.  År 2006 invaldes han som ledamot av Kungliga Skogs- och Lantbruksakademien. Denneberg har varit ledamot i styrelserna för Statens veterinärmedicinska anstalt (SVA), Centrala försöksdjursnämnden (CFN), Djurskyddsmyndigheten, Arbetsgivarverket och i insynsråden för Havs- och vattenmyndigheten (HaV), Länsstyrelsen i Jönköpings län samt i E- delegationen.Han valdes till styrelseordförande för branschorganisationen Svenska Ägg i mars 2021.